# خالد السعيد
خالد مهوس سليمان السعيد (1960 -) طبيب وأكاديمي وسياسي كويتي، شغل سابقا منصب وزير الصحة في الفترة ما بين  28 ديسمبر 2021 حتي 4 أكتوبر 2022.

## المؤهلات العلميّة
حاصل على بكالوريوس الطب والجراحة من جامعة الكويت عام 1985 والبورد الأمريكي في طب الأطفال عام 1989 من جامعة ميامي الأمريكية وزمالة طب الأمراض المعدية وزمالة طب أمراض الروماتيزم من جامعة فلوريدا عام 1992.

## الحياة العمليّة
شغل منصب رئيس قسم الأطفال في كلية الطب ورئيس قسم الأطفال في مستشفى مبارك ورئيس مجلس أقسام الأطفال ورئيس كلية طب الأطفال في معهد الكويت للاختصاصات الطبية وعميد شؤون الطلبة في جامعة الكويت، وهو استشاري في طب الأطفال وعضو هيئة التدريس في كلية الطب بجامعة الكويت، وعمل منذ عام 2020 عضوا في لجنة اللقاحات التابعة لوزارة الصحة.

## جوائز وتكريمات
- جائزة جمعية القلب الأمريكية حول مرض الحمى الروماتيزمية.
- جائزة الجمعية الأمريكية للروماتيزم.
- جائزة الإنتاج العلمي من مؤسسة الكويت للتقدم العلمي في مجال الطب.[2]